# ورزشگاه مونیسیپال خوان روخاس
ورزشگاه مونیسیپال خوان روخاس (به اسپانیایی: Estadio Municipal Juan Rojas) با ظرفیت ۱۲٬۵۰۰ نفر یکی از ورزشگاه‌های فوتبال کشور اسپانیا است که در شهر آلمریا ایالت اندلس واقع شده‌است. این ورزشگاه در سال ۱۹۷۶ بازگشایی شد و در حال حاضر بازی‌های خانگی باشگاه فوتبال ب آلمریا در آن برگزار می‌گردد.